# Acoplamento bento-pelágico
Em oceanografia, acoplamento bento-pelágico ou bêntico-pelágico é o conjunto dos processos de troca existentes entre os sistemas pelágico e bentônico no ambiente marinho. Tais processos sofrem influência da sazonalidade e são caracterizados por fluxos de energia, biomassa e nutrientes entre a zona fótica pelágica e a coluna sedimentar bentônica. Essas trocas de matéria e energia podem ser de pequena ou grande escala, ocorrendo entre a coluna de água e o sedimento nos dois sentidos (pelágico-bentônico e bentônico-pelágico). Tais trocas estão diretamente associadas ao desenvolvimento da cadeia trófica. Processos físicos como estratificação térmica, luminosidade e mistura da coluna de água possuem relação direta com a distribuição espacial e temporal do acoplamento bento-pelágico, assim como o deslocamento de organismos, interações tróficas e ciclos biogeoquímicos.

## Fluxo vertical de nutrientes
A interação entre os ambientes pelágico e bentônico é intensamente influenciada pelos ciclos biogeoquímicos e a ciclagem de nutrientes. Entre os principais ciclos biogeoquímicos destacam-se os ciclos do nitrogênio, fósforo, carbono e oxigênio. Além disso, existem outros caminhos relacionados ao fluxo vertical de nutrientes no acoplamento bento-pelágico: ingestão de alimentos e excreção dos animais, decomposição dos organismos mortos, bioturbação, sedimentação da matéria orgânica particulada e ressuspensão de sedimento.

### Ciclo do nitrogênio
O ciclo do nitrogênio é importante nos quatro compartimentos: atmosfera, continente, oceano e sedimento marinho, sendo controlado basicamente por processos biológicos. Existem diferentes caminhos para a entrada de nitrogênio no ambiente marinho, podendo ser através do aporte fluvial (fertilizantes), atmosfera (nitrogênio gasoso, dióxido de nitrogênio) e atividade vulcânica (amônia). Na água do mar, o nitrogênio pode ser encontrado nas formas dissolvida e particulada, podendo apresentar especiação química orgânica ou inorgânica. As principais formas inorgânicas de nitrogênio na água do mar são nitrato (NO3-), nitrito (NO2-), amônia (NH3) e amônio (NH4+). O nitrogênio é assimilado em águas superficiais através da produção primária pelágica e bentônica. No oceano, a fixação de nitrogênio atmosférico é realizada por cianobactérias que disponibilizam o nitrogênio orgânico na zona pelágica, especialmente em águas oceânicas oligotróficas. Esse nitrogênio orgânico pode ser remineralizado na coluna de água, resultando em amônio (NH4+). A fração do nitrogênio orgânico não mineralizada no oceano superficial migra verticalmente em direção ao oceano profundo, eventualmente alcançando o sedimento onde se tornará fonte de alimento para o bentos, será remineralizada ou sofrerá soterramento. A mineralização ocorre nos primeiros centímetros de sedimento, onde há presença de oxigênio. O amônio (NH4+) pode ser transformado em nitrato (NO3-) através da nitrificação, que é mediada por bactérias. Isso faz com que o sedimento seja fonte de nitrogênio inorgânico para a coluna de água e sumidouro de nitrogênio orgânico. Outro processo mediado por bactérias é a denitrificação, que ocorre em condições anóxicas a partir da redução do nitrato (NO3-) para nitrogênio molecular (N2). Na ausência de oxigênio também pode ocorrer a oxidação anaeróbia do amônio, processo no qual o nitrito (NO2-) é transformado em nitrogênio molecular (N2). Esses dois últimos processos anaeróbios são responsáveis pela perda do micronutriente nitrogênio no ambiente marinho, visto que produzem uma forma inerte de nitrogênio (N2) que não é assimilável pela maioria dos organismos vivos.

### Ciclo do fósforo
O ciclo do fósforo, diferente do nitrogênio, carbono e oxigênio, não exerce uma função expressiva na atmosfera. O intemperismo continental é responsável pela entrada natural do fósforo nos oceanos, onde é encontrado na forma dissolvida (inorgânica e orgânica) e particulada. Fontes antrópicas de fósforo para o oceano são os esgotos e fertilizantes. O fosfato (PO43-), principal espécie de fósforo encontrada na matéria orgânica marinha, é assimilado pelo fitoplâncton em águas superficiais, fazendo com que o fósforo inorgânico seja absorvido e convertido em fósforo orgânico que entra na composição de nucleotídeos, fosfolipídios e ATP (adenosina trifosfato). O zooplâncton assimila o fósforo através de sua pastagem sobre o fitoplâncton. Uma parte do fósforo orgânico assimilado pelo zooplâncton é excretada em suas pelotas fecais. Quando há abundância de fitoplâncton, o zooplâncton aproveita para armazenar o fósforo orgânico na forma de fosfolipídios, diminuindo sua excreção de fósforo. O contrário ocorre quando há declínio na quantidade de fitoplâncton na água. A fração do fósforo orgânico particulado não reciclada no oceano superficial sedimenta em direção ao fundo, onde constituirá a matéria orgânica que serve de alimento para o bentos. Uma parte desse fósforo é remineralizada no sedimento, formando um reservatório de fosfato que será enterrado pela sedimentação de partículas.

### Ciclo do carbono
O carbono está presente nos processos biológicos de produção primária, respiração e mineralização da matéria orgânica. Em processos químicos, ele está associado a precipitação e dissolução do carbonato de cálcio (CaCO3) nos ambientes pelágico e bentônico. O oceano superficial armazena uma quantidade considerável de carbono inorgânico dissolvido e mantém trocas constantes com a atmosfera. Porém, a concentração de carbono inorgânico no oceano profundo é muito maior. Com isso, os oceanos representam o maior reservatório de carbono disponível em seu ciclo biogeoquímico. As trocas de carbono entre esses dois compartimentos (oceano superficial e oceano profundo) são promovidas pela circulação oceânica global.
As trocas de dióxido de carbono entre oceano e atmosfera tendem ao equilíbrio e influenciam parâmetros químicos na coluna de água, como o pH. Após a entrada do dióxido de carbono (CO2) no oceano, ocorre uma série de reações químicas conhecida como sistema carbonato.
{\displaystyle {\ce {CO2 (g) <-> CO2 (aq)}}}
{\displaystyle {\ce {CO2(aq){+}H_2O<->H2CO3}}}
{\displaystyle {\ce {H2CO3<->H+{+}HCO3-}}}
{\displaystyle {\ce {HCO3^-<->H+{+}CO3^2-}}}
{\displaystyle {\ce {Ca^2+{+}CO3^{2-}<->CaCO3(s)}}}
O fitoplâncton possui papel fundamental na entrada de carbono nos oceanos porque é a partir dele que o carbono inorgânico transforma-se em carbono orgânico (via fotossíntese) e passa a fazer parte da cadeia alimentar, eventualmente chegando às camadas mais profundas do oceano. A transferência de carbono inorgânico particulado em direção ao oceano profundo ocorre na forma de carbonato de cálcio (CaCO3), enquanto a transferência de carbono orgânico particulado ocorre através da deposição de pelotas fecais e restos de organismos mortos. O fluxo vertical de carbono particulado entre oceano superficial e oceano profundo é acelerado por um processo biológico conhecido como bomba biológica. Devido à eficiência desse processo, os sedimentos oceânicos são sumidouros a longo prazo de carbono pelágico, tendo assim papel essencial no acoplamento bento-pelágico.

### Ciclo do oxigênio
A concentração de oxigênio dissolvido na água ajuda a regular a forma como os organismos e os nutrientes se movem e se distribuem entre os ambientes bentônico e pelágico. Trocas na interface oceano-atmosfera, respiração e produção primária influenciam diretamente a concentração de oxigênio dissolvido ao longo da coluna de água. A principal produção de oxigênio livre nos oceanos se dá através da fotossíntese, processo no qual organismos autotróficos convertem dióxido de carbono e água em glicose e oxigênio (na presença de radiação solar).
{\displaystyle {\ce {6CO2{+}6H2O->[{\nu }]C6H12O6{+}6O2}}}
Quando há pouca penetração de luz na água, o consumo de oxigênio pode ser maior que a produção, levando a condições de hipoxia ou anoxia. Por outro lado, quando há maior penetração de luz na coluna de água, a concentração de oxigênio tende a aumentar devido à produção primária. Ambientes que apresentam maior estratificação na coluna de água podem auxiliar na transferência de oxigênio para camadas mais profundas (considerando também a quantidade de matéria orgânica e carbono) em decorrência dos processos de mistura. A variação nas concentrações de oxigênio influencia o ciclo de nutrientes no sedimento.

### Ingestão e excreção dos animais
Os processos de ingestão e excreção dos animais estão associados aos sistemas bentônico e pelágico através da reciclagem de nutrientes e da translocação de nutrientes, influenciando na produção primária. Muitos organismos, incluindo alguns invertebrados bentônicos e peixes, são considerados translocadores uma vez que consomem os nutrientes do sedimento e excretam na coluna de água. Peixes e mamíferos marinhos excretam nitrogênio e fósforo na água, o que pode auxiliar na manutenção da produtividade primária de macrófitas aquáticas.

### Decomposição dos organismos
O processo de decomposição de organismos é outro fator que influencia o fluxo de nutrientes no acoplamento bento-pelágico. A morte do plâncton (zooplâncton e fitoplâncton) e de organismos existentes na zona pelágica transporta grande quantidade de nutrientes e carbono para o fundo, levando matéria orgânica para toda a comunidade bentônica como bactérias, invertebrados e peixes.

### Bioturbação
A bioturbação é o processo pelo qual ocorre o movimento de sedimentos por conta da atividade biológica, estimulando a mineralização da matéria orgânica e a liberação de nutrientes, sendo de grande importância no sedimento marinho. Atualmente, a bioturbação é reconhecida como uma grande "engenharia ecossistêmica" que modifica as características do gradiente biogeoquímico no sedimento. Esse processo pode ser realizado por meio do deslocamento do sedimento pelas raízes das plantas aquáticas, pela escavação de organismos no intuito de encontrar alimento e pelos túneis criados por animais bentônicos. Tais processos resultam na mistura da camada superficial do sedimento, tanto das partículas sedimentares quanto da água intersticial. É importante no ciclo biogeoquímico devido à ressuspensão que promove no sedimento, levando nutrientes e matéria orgânica para a coluna de água e beneficiando o fitoplâncton em ambientes rasos. Além disso, a bioturbação altera propriedades físicas e químicas do sedimento, influenciando, por exemplo, a entrada de oxigênio nas camadas mais fundas do sedimento superficial e fazendo com que ocorra troca de solutos com a coluna de água. Pode também influenciar o ciclo do nitrogênio, uma vez que o sedimento atua como fonte desse elemento para a coluna de água.

### Sedimentação
A sedimentação de matéria orgânica particulada influencia em processos que envolvem o ciclo do carbono no oceano, tendo assim fundamental importância em seu ciclo biogeoquímico. A maior fonte de partículas orgânicas para o bentos é a produção de sedimento derivado do fitoplâncton. Fatores como a variação espacial e temporal do fitoplâncton e, consequentemente, a sedimentação de matéria orgânica, influenciados por processos oceanográficos de pequena escala, afetam diretamente a dinâmica do bentos e os recursos disponíveis. Em regiões costeiras, a maior concentração de material orgânico (dissolvido e particulado) faz com que a produtividade do fitoplâncton seja reduzida. A produção primária bentônica é favorecida em ambientes mais rasos e com águas mais transparentes. O maior desenvolvimento dessa produção primária bentônica resulta em reciclagem no ciclo inorgânico de nutrientes.

### Ressuspensão
A ressuspensão ocorre quando a matéria orgânica depositada no fundo é redistribuída ao longo da coluna de água. Qualquer atividade que gera movimentos turbulentos na camada limite de fundo pode ressuspender sedimento, como tempestades, ventos, drenagens e arrastos. Essa ressuspensão modifica de várias formas as atividades na coluna de água, uma vez que o sedimento em suspensão pode influenciar a redução de oxigênio dissolvido e aumentar a turbidez da água (limitando a fotossíntese). Ressuspensão de sedimento também influencia o fluxo vertical de nutrientes e a cadeia trófica. Diante disso, a ressuspensão causada por impactos antrópicos (ou até mesmo causas naturais) pode acarretar em processos de eutrofização, impactos sobre os recursos pesqueiros e modificações na estrutura da fauna, além de alterar o fluxo regular de nutrientes entre o sedimento e a coluna de água.

## Importância ecológica
A interação dos ecossistemas pelágico e bentônico desempenha papel fundamental na descrição da estrutura dos sistemas aquáticos no que se refere ao acoplamento bento-pelágico. Por exemplo, a produção primária pelágica pode ser substancialmente favorecida pelo fluxo de nutrientes vindo do bentos, visto que a maior parte do carbono orgânico degradado no sedimento pode ser reciclado na camada superficial, através de metabolismo anaeróbio.

## Impactos antrópicos
Impactos antrópicos podem causar perturbações no acoplamento bento-pelágico. Entre esses impactos pode-se destacar: nutrientes e eutrofização, hipoxia e anoxia, espécies invasoras, sobrepesca, acidificação da água do mar e mudanças climáticas.

### Nutrientes e eutrofização
O crescimento das atividades antrópicas dependentes de fertilizantes, o despejo de esgoto em corpos hídricos e a queima de combustíveis fósseis têm causado um aumento no aporte de nutrientes (por exemplo, nitrogênio e fósforo) nos oceanos. Esses nutrientes tendem a limitar a produção primária. Porém, a adição artificial de nutrientes no ambiente pode causar excesso de fertilização, que desencadeia um processo de eutrofização. Esse fenômeno pode ser prejudicial para os ambientes bentônico e pelágico. A presença de toxinas na decomposição do fitoplâncton (e sua consequente deposição no sedimento) afeta os organismos que se alimentam no bentos (por exemplo, invertebrados), bem como seu posicionamento vertical na coluna sedimentar. Outro problema é o bloqueio da luminosidade devido a florações de fitoplâncton que são estimuladas pela eutrofização. Isso causa estratificação vertical e, consequentemente, queda nas taxas de oxigênio dissolvido devido ao seu alto consumo por bactérias durante a degradação da matéria orgânica. O aumento dos nutrientes pode também afetar a cadeia trófica e a quantidade de matéria orgânica que chega ao fundo, influenciando seu consumo por diferentes organismos. Por exemplo, matéria orgânica lábil beneficia organismos suspensívoros, enquanto matéria orgânica refratária favorece depositívoros. Se o aporte de matéria orgânica é elevado, favorece o desenvolvimento de bactérias decompositoras que consomem o oxigênio disponível através de seus processos respiratórios, levando ocasionalmente a condições de hipoxia e anoxia - algo prejudicial para as faunas bentônica e pelágica.

### Hipoxia e anoxia
Condições de hipoxia, geralmente associadas à eutrofização, costumam ocorrer em águas subsuperficiais. Tais condições causam mudanças nos ambientes pelágico e bentônico devido à baixa concentração de oxigênio dissolvido na água. Esse processo ocorre principalmente junto ao bentos, como resultado do baixo pH associado a altas concentrações de amônio (NH4+) e sulfeto de hidrogênio (H2S) - produtos do metabolismo anaeróbio de bactérias - que vão se acumulando na água intersticial junto com a matéria orgânica em decomposição. Muitos organismos são afetados pelas condições de hipoxia e anoxia, fazendo com que o movimento de algumas espécies seja alterado. Em alguns casos, espécies com maior mobilidade podem até mesmo migrar para outro local, afetando consequentemente a cadeia trófica. Organismos bentônicos tendem a reduzir a bioturbação em condições de baixa concentração de oxigênio dissolvido na água, afetando assim os ciclos biogeoquímicos. Em condições de hipoxia ou anoxia, a especiação química de diversos elementos é alterada. Por exemplo, o fluxo de fósforo do sedimento para a coluna de água aumenta e o processo de denitrificação diminui. O sedimento, que geralmente é um sumidouro de fósforo, passa a atuar como fonte para a coluna de água devido à reação desse elemento com óxidos de ferro. O nitrogênio normalmente é liberado do sedimento na forma de gás inerte (N2) através da denitrificação e oxidação anaeróbia do amônio - processos mediados por bactérias em condições anóxicas. Porém, sob condições longas de hipoxia, nitrato e nitrito provenientes da nitrificação tornam-se indisponíveis, passando também a afetar o processo de denitrificação. Se a água tornar-se anóxica, a nitrificação é interrompida e o sedimento passa a ser fonte de amônio (ao invés de nitrogênio molecular).

### Espécies invasoras
A introdução, natural ou artificial, de espécies invasoras no ambiente marinho pode causar benefícios ou prejuízos para os ambientes pelágico e bentônico, bem como a interação entre eles. Muitas dessas espécies invasoras influenciam a cadeia trófica e os ciclos biogeoquímicos locais. Em termos de biogeoquímica, as espécies podem alterar a taxa de deposição de nutrientes no sedimento e a quantidade de nutrientes disponível para o desenvolvimento do fitoplâncton. Por exemplo, algumas plantas aquáticas de grande porte podem alterar localmente o ciclo do oxigênio devido ao sombreamento, afetando outros produtores primários. Caso esses produtores venham a morrer e sofrer decomposição, eles podem aumentar a possibilidade de ocorrência de condições anóxicas. Outro exemplo é relacionado à bioturbação. Organismos invasores podem ter maior capacidade de escavar o sedimento, irrigando-o mais profundamente. Isso eleva a permanência do fósforo e a renovação do amônio no sedimento.

### Sobrepesca
A sobrepesca reduz drasticamente a abundância, diversidade e movimentação dos organismos no ambiente marinho, afetando diretamente a cadeia trófica através da alteração da quantidade de energia transportada de um nível ao outro. Essas alterações favorecem o impacto de contaminantes, gerando um aumento na abundância de bactérias e algas tóxicas que favorecem processos de eutrofização e consequentemente eventos de hipoxia e/ou anoxia.

### Acidificação da água do mar
A acidificação do oceano é caracterizada pela redução do pH da água do mar e consequentemente do estado de saturação do carbonato de cálcio (aragonita e calcita) na mesma. Esse fenômeno tem sido desencadeado a partir da ação antrópica de emissão de dióxido de carbono (CO2) na atmosfera, resultando em aumento da concentração de carbono inorgânico dissolvido na água do mar - principalmente na forma do íon bicarbonato (HCO3-). Essa alteração gera desequilíbrios no sistema carbonato, nos ciclos biogeoquímicos e consequentemente na cadeia trófica. O transporte de matéria orgânica realizado pela bomba biológica é alterado, influenciando os sistemas pelágico e bentônico. Estudos têm mostrado que em algumas regiões a acidificação da água do mar está relacionada a áreas de hipoxia, em consequência do aporte fluvial de nutrientes que aumenta a produção primária e a estratificação vertical. Em relação ao ciclo do nitrogênio, a redução do pH da água faz com que o sedimento torne-se sumidouro de nitrato e fonte de amônio, além de diminuir a capacidade de absorção de fosfato e liberação de nitrito.

### Mudanças climáticas
Direta ou indiretamente as mudanças climáticas afetam as propriedades físicas que atuam no oceano, como luminosidade, vento, estratificação, temperatura, precipitação e variação no nível relativo do mar. Consequentemente, mudanças nos padrões de distribuição dessas propriedades afetam as interações bento-pelágicas. Com o aumento de temperatura no oceano, devido principalmente ao aumento das emissões de dióxido de carbono (CO2) na atmosfera, a cadeia trófica marinha tem sido afetada e, portanto, o acoplamento bento-pelágico. Como exemplo pode-se citar a mudança que ocorre no período de recrutamento das espécies que pastam o fitoplâncton quando uma floração de primavera é antecipada devido à rápida elevação nas temperaturas. O aumento da temperatura também acarreta em aumento da estratificação e, por conseguinte, da eutrofização, surgindo maior número de áreas hipóxicas. Além do aumento da temperatura e do dióxido de carbono (CO2), essas mudanças estão relacionadas ao declínio do pH na água, resultando em alterações nos ciclos biogeoquímicos. Temperaturas elevadas resultam em perda de oxigênio dissolvido devido à diminuição da solubilidade desse gás na água. Esse fenômeno é chamado de desoxigenação e está diretamente associado à expansão das zona de mínimo oxigênio. As evidências das mudanças climáticas na química dos oceanos englobam vários fatores, dentre eles: 1) derretimento das geleiras e consequente declínio na salinidade em altas latitudes e aumento em baixas latitudes; 2) redução na concentração de íons carbonato (CO32-) em águas superficiais, diminuição do pH e aumento da alcalinidade; 3) alteração no papel do oceano de fonte para sumidouro de carbono; e 4) mudanças nos ciclos biogeoquímicos.